# 영산포 (해역)
영산포는 전라남도 신안군 흑산면 영산도 서쪽에 있는 해역이다.

## 해양지명
- 제정 해양지명 : 영산포[1]
- 대표위치(WGS-84) : 34°39´06.4"N, 125°27´52.2"E
- 범위 : 전남 신안군 흑산면 영산도 서쪽 34°39‘21.0”N, 125°27‘50.5”E과 34°39‘07.5”N, 125°27‘40.0”E를 연결한 해역